# بينغت نيلسون (مجدف)
بينغت نيلسون (بالسويدية: Bengt Nilsson)‏ هو مجدف سويدي، ولد في 4 سبتمبر 1954 في لاندسكرونا في السويد.

## وصلات خارجية
- بينغت نيلسون على موقع الاتحاد الدولي للتجديف (الإنجليزية)
- بينغت نيلسون على موقع أوليمبيديا (الإنجليزية)
- بينغت نيلسون على موقع اللجنة الأولمبية السويدية (السويدية)